# Machaerium uribei
Machaerium uribei är en ärtväxtart som beskrevs av Velva Elaine Rudd. Machaerium uribei ingår i släktet Machaerium och familjen ärtväxter. Inga underarter finns listade i Catalogue of Life.